# HD183447
HD183447 — хімічно пекулярна зоря спектрального класу F5, що має видиму зоряну величину в смузі V приблизно  9,5.
Вона  розташована на відстані близько 2038,5 світлових років від Сонця.